# Robert Gordon (diplomate)
Robert Gordon (1791 - 8 octobre 1847) est un diplomate britannique.

## Biographie
Il est un fils cadet de George Gordon (Lord Haddo) (lui-même le fils aîné de George Gordon (3e comte d'Aberdeen)) et un frère de George Hamilton-Gordon. Il fait ses études au St John's College, à Cambridge. De 1826 à 1828, il est envoyé extraordinaire au Brésil, de 1828 à 1831 dans l'empire ottoman et de 1841 à 1847 en Autriche. Pendant son séjour à Vienne, il prend congé deux fois. John Fiennes-Twisleton-Crampton (septembre à octobre 1842) et Arthur Magenis (31 juillet 1845 à avril 1846) le remplacent.
En 1830, il acquiert un bail à long terme pour le Château de Balmoral. Il meurt en 1847 des suites d'un étouffement causé par une arête de poisson. Un an plus tard, le prince Albert achète le domaine à ses fiduciaires, en cadeau pour son épouse, la reine Victoria.